# 게이힌 공업지대

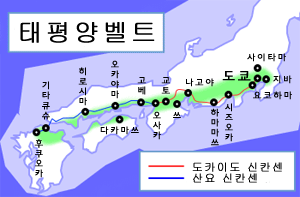
게이힌 공업지대는 지도 우측의 '도쿄', '지바' 일대에 있다.

게이힌 공업지대(京浜工業地帯)는 도쿄도, 가나가와현, 지바현 등을 포함하는 공업 지대이다. 1990년대까지만 해도 규모 면으로나 생산액 면으로나 일본 최대의 공업 지역이었지만, 지금은 주쿄 공업지대가 일본 최대의 공업 지역이다.

## 개요
주쿄공업지대·한신공업지대·기타큐슈공업지대와 비교했을 경우, 사업소수·종업원수·부가가치액으로 본 규모는 1위였다. 그러나, 1999년, 제조품 출하액의 규모는 주쿄 공업 지대에 이어 2위가 되었다. 2006년에는 제조품 출하액으로 30조 5,099억엔이 되어 한신 공업지대(31조 1028억엔)에 역전되어 3위로 전락했다. 현재의 제조품 출하액은 30조 8,394억엔이다. (공업 통계 2007년), 또한 같은 해의 한신 공업지대는, 제조품 출하액은 33조 7,461억엔이다. (공업통계표 2007년)
- 도쿄도 가나가와현: 사업소수(종업원 4명 이상의 사업소)는 2만 9504개소, 종업원수 80만 6,973명, 제조품 출하액은 약 30조 8,394억엔, 부가가치액은 약 10조 6,320억엔.
- 도쿄 23구·가와사키시·요코하마시: 사업소수(종업원 4명 이상의 사업소)는 약 2만 2천개소, 종업원수 40만 8,856명, 제조품 출하액은 약 13조 2,272억엔, 부가가치액은 약 4조 8,858억엔. (모두 공업 통계표, 2004년 2006년 2007년 발표)

거대한 소비 시장과 원료·제품의 수출입에 편리한 항만(도쿄항·가와사키항·요코하마항)을 가진다. 철강·기계·화학 등 중화학 공업, 식품·섬유 등 경공업 모두 발달되어 있으나 중화학 공업의 비율이 많고 인쇄·출판이나 잡화 공업의 발달이 특징적이다. (일본 최대의 인쇄 공장이 도쿄에 있다) 또한, 중소 규모의 공장이 많은 것도 특징이다.
게이힌 공업지대는 한신 공업지대보다 늦게 공업지대가 되었다. 그러나 연안부뿐만 아니라 내륙으로까지 공업 지대를 넓혀 기계 공업 등의 도시형 공업을 입지시키고 발전해 왔다.
임해부(요코하마시, 카와사키시, 오타구 등)에서는 철강업이나 화학공업, 내륙부(하치오지시, 다치카와시, 사가미하라시, 사이타마시, 사야마시, 가시와시 등)에서는 기계공업이 발달하고 있다.
최근에는 공장·창고의 철거지, 매립해 사용되지 않는 토지등을 이용해, 오다이바·오다이바 해변 공원, 미나토미라이·아카렌가 파크등의 관광·상업 시설이나 토요스·무사시 코스기등의 맨션가에 정비되고 있는 지역도 있다.
또 오타구 하네다 아사히쵸의 오타구 창업 지원 시설, 오타구 미나미로쿠고의 오타구 신산업 창조 지원 시설, 오타구 가마타의 오타구 산학 제휴 시설, 요코하마시 가나자와구에 있는 요코하마 가나자와 하이테크 센터, 요코하마 신기술 창조관, SOHO 요코하마 인큐베이션 센터, 카와사키 신산업 창조 센터, 카나가와 사이언스 파크 등의 이노베이션에 의한 신산업 창출이나 창업을 기대하고 있는 인큐베이팅 시설이나 요코스카 리서치 파크나 카와사키 마이콘 시티 등의 하이테크 기업을 집적한 산업 클러스터도 있다.

## 역사
메이지 30년대부터 메이지 40년대에 걸쳐 일본의 공업은, 섬유·제지·식품등의 경공업으로부터, 철강·조선·기계등의 중공업이 중심으로 대체하기 시작한다. 중공업은 경공업과는 달리 광대한 부지와 다량의 자원이 필요하며, 이를 수용하고 내보내기 위한 항구도 필요하게 된다.

### 매립
도쿄는 메이지 시대에 에치나카지마 땅끝, 시바타쵸(현: 시바, 다마치) 땅끝, 시바차쵸(다카나와) 등 도쿄 임해부의 매립이 시작되어 갔다. 시바우라등의 스미다강 하구부나 아라카와 하구부등도 차례차례 매립되어 가서 운하가 파여 갔다.
요코하마·가와사키는, 메이지기, 요코하마의 츠루미구에, 아사노 재벌의 창시자로, 게이힌 공업지대의 친부모라고 불리는 아사노 소이치로등이 「츠루미 매립 조합」(후의 동아 건설 공업)을 설립해 사업(아사노 매립)을 개시했다. 다이쇼부터 쇼와 초기에 걸쳐, 지금의 카나가와구 치와카쵸·신우라시마쵸·모리야쵸, 츠루미구 이쿠보리·스에히로쵸·안젠쵸, 카와사키시 카와사키구 시라이시쵸·아사노쵸 등, 요코하마·카와사키 지구에 인공섬을 조성되어 동시에 운하가 파였다(이들을 사이에 두고 있던 운하는 후에 매립되어 현재는 육지 계속) 그 후도 토지의 부족에 의해, 카나가와구 데다쵸·에비스초·다카라초, 츠루미구 오오쿠로초 ·스에히로초가 매립된다. 매립을 실시하는 동안에도 다양한 기업이 집적되어 공업지대로서 발전을 계속해 갔다.

### 도쿄에서 요코하마로
다이쇼기에는 제1차 세계대전 군수로 발전해 전승국인 일본은 호경기가 됐다. 이 무렵부터 도쿄에 집중되어 있던 공장군이 요코하마·가와사키에도 많이 진출하기 시작했다. 그 후 간토 대지진을 계기로, 도쿄에서 공장이 요코하마·가와사키로 이전해, 게이힌 공업지대는 완전히 요코하마까지 퍼졌다. 지진 재해 전, 삼항 주변의 공장군은 독립해 있었다. 그 때문에 요코하마의 실업가 하라 삼계등은, 츠루미에 화력 발전소를 만들기 위해서 투자해, 요코하마와 가와사키를 공업 지대화시켜, 점차 지금과 같은 공업 지대가 되어 갔다.
만주사변이 일어나자 군수산업이 더욱 성장했다. 특히 조선·자동차 산업은 정부에 지원돼 1933년에는 요코하마시 가나가와구 다카라초에서 닛산자동차가 창립했다. 현재 미나토미라이가 되고 있는 곳은, 일찍이 미츠비시 중공업 요코하마 조선소(현·미츠비시 중공업 요코하마 제작소)가 있었다.

### 전쟁와 부흥
태평양전쟁이 일어나자 이 공업지대는 도쿄 대공습·가와사키 대공습·요코하마 대공습에 의해 궤멸적인 타격을 입었다. 또한 종전 후 미군에 의해 접수가 이루어져 공업활동이 정체되었다. 현재도 요코하마시부에는 많은 미군 시설이 남아 대표적인 예로는 카나가와구의 미즈호 부두가 있어 요코하마 도크으로서 접수된 채로 있다.
한국전쟁이 일어나자 주춤했던 공업활동도 다시 움직이기 시작해 고도경제성장의 시대로 접어들었다. 철강·비철 금속·에너지가 증가하기 시작해, 그에 맞추어 도쿄항 수축 계획 등에 의한 항만 설비·도로 등의 산업 기반이 정비되어 일대 공업 지대로 발전했다. 동시에 토지 부족도 가시화되어 도쿄도는 오타구 지역에 게이힌섬·쇼와섬·조난섬을 조성하고, 가와사키시는 오기섬·히가시오기섬을 조성하고, 요코하마시는 오쿠로부두·혼목부두를 조성하고, 네기시만의 매립을 실시했다.

### 교외로의 확산
1960년(쇼와 35년) 무렵부터 공업지대에 공장·인구가 집중됨에 따라 토지의 급등, 공업용수의 부족, 도로의 정체 등과 같은 문제가 나타나기 시작했다. 특히, 공장에서 나오는 폐수·매연에 의해서 일어난 가와사키 공해등의 환경 문제가 사회 문제가 되었다. 그래서 공업 시설의 과도한 집적, 공장의 재건축·확장을 규제하고 공해 방지 관계법이 제정되었다. 이로 인해 많은 공장이 중심부를 벗어나 매립지나 교외로 이전하였다.

## 같이 보기
- 게이한신
- 일본의 지방
- 일본